# 이원다이애그노믹스
이원다이애그노믹스(EDGC)는 유후(YouWho), 나이스 검사 등 유전체 분석과 EDGC-SCAN 액체생검진단을 주사업으로 하는 중소기업으로 2013년 5월 6일 설립되어 2018년 6월 26일 코스닥에 상장하였다. 대표는 신상철, 이민섭이고 종업원은 2019년 기준 90명이다. 본사는 인천광역시 연수구 하모니로 291 이원다이애그노믹스에 있다.

## 경영난
한국신용평가는 2023년 EDGC의 신주인수권부사채(BW) 신용등급을 B0에서 B-로 강등하고 하향검토 대상에 올렸다.

## 회사개요
■ EDGC(이원다이애그노믹스)는 2013년 한국 이원의료재단과 미국 다이애그노믹스가 한미합작법인으로 설립했으며, 2018년 코스닥에 상장했다.
■ (1) Cell-free DNA 액체생검기술을 개발하고 유전체를 분석하는 유전체연구소와 (2) 바이오 신약을 개발하는 바이오신약연구소를 기반으로 질병을 예방, 진단, 치료하는 글로벌 최첨단 생명과학 회사이다.
■ (1) cfDNA 기반 액체생검 원천기술, (2) 아시아 유일 GSA컨소시엄 멤버이자 일루미나의 BI파트너사로 독자 DNA분석 알고리즘과 플랫폼 기술을 보유하고 있다.
■ 주요 액체생검 제품: 나이스(NICE, 비침습산전검사), EDGC S-CAN(암 조기진단 검사), EDGC F-CAN(암 동반진단 검사), EDGC M-CAN(암 모니터링 검사) 등.
■ 주요 DTC 유전체분석 제품: 유후(YouWho, B2C용 DTC브랜드), 진투미(Gene2me, B2B용 DTC브랜드) 등.
■ 주요 클리닉(병원,검진센터) 제품: 진투미플러스(유전성 암·질환 예측검사), 애티튜드플러스(유전성 성격유형 검사-진로/직업), 베베진(bebegene, 신생아유전자검사), 브라케어(BRCARE, 유전성유방암·난소암 검사), 패드케스터(소아·청소년관리 검사), 마이아이진(유전성 안과질환예측 검사), 마이젠플랜(대사증후군 통합 검사, 비만체형 통합 검사), 텔로에이지(세포노화나이 검사) 등.
■ 관계사로 솔젠트(코로나19 PCR진단키트/중합효소 시약 생산), 바이로큐어(바이러스 백신/항암제 개발), 노아바이오텍(배양육 개발) 등이 있다.

## 참고 문헌
1. ↑  김현정, '유증 실패' EDGC, 디폴트 불안감 확산, 파이낸셜뉴스, 2023.12.06